# Okres Prachatice
Prachatice (Duits: Prachatitz) is een district (Tsjechisch: Okres) in de Tsjechische regio Zuid-Bohemen. De hoofdstad is Prachatice. Het district bestaat uit 65 gemeenten (Tsjechisch: Obec). Een van de twee bronnen van de rivier Moldau ligt in dit district.

## Lijst van gemeenten
De obce (gemeenten) van de okres Prachatice. De vetgedrukte plaatsen hebben stadsrechten. De cursieve plaatsen zijn steden zonder stadsrechten (zie: vlek).
Babice - Bohumilice - Bohunice - Borová Lada - Bošice - Budkov - Buk - Bušanovice - Čkyně - Drslavice - Dub - Dvory - Horní Vltavice - Hracholusky - Husinec - Chlumany - Chroboly - Chvalovice - Kratušín - Křišťanov - Ktiš - Kubova Huť - Kvilda - Lažiště - Lčovice - Lenora - Lhenice - Lipovice - Lužice - Mahouš - Malovice - Mičovice - Nebahovy - Němčice - Netolice - Nicov - Nová Pec - Nové Hutě - Olšovice - Pěčnov - Prachatice - Radhostice - Stachy - Stožec - Strážný - Strunkovice nad Blanicí - Svatá Maří - Šumavské Hoštice - Těšovice - Tvrzice - Újezdec - Vacov - Vimperk - Vitějovice - Vlachovo Březí - Volary - Vrbice - Záblatí - Zábrdí - Zálezly - Zbytiny - Zdíkov - Žárovná - Želnava - Žernovice
České Budějovice · Český Krumlov · Jindřichův Hradec · Písek · Prachatice · Strakonice · Tábor